# Arcidiocesi di Kuching
L'arcidiocesi di Kuching (in latino Archidioecesis Kuchingensis) è una sede metropolitana della Chiesa cattolica in Malaysia. Nel 2023 contava 217.590 battezzati su 1.349.930 abitanti. È retta dall'arcivescovo Simon Poh Hoon Seng.

## Territorio
L'arcidiocesi comprende cinque divisioni nella parte occidentale dello stato malese di Sarawak: Kuching, Samarahan, Serian, Betong e Sri Aman.
Sede arcivescovile è la città di Kuching, il capoluogo dello stato, dove si trova la cattedrale di San Giuseppe.
Il territorio si estende su 19.173 km² ed è suddiviso in 12 parrocchie.

### Parrocchie, chiese e cappelle dell'arcidiocesi
- St. Joseph's Cathedral (cattedrale): Kuching
- St. Mark's Church: Kuching
- Carmelite Chapel: Kuching
- St. Peter's Church: Kuching
- Chapel of Our Lady Star of the Sea (cappella): Bintawa
- Holy Trinity Church: Kenyalang Park
- Chapel of Mother Mary (cappella): Stutong
- Blessed Sacrament Church: Stampin
- Sacred Heart Church: Kota Sentosa
- St. Ann's Church: Kota Padawan
- St. Stephen's Church: Bau
- St. Theresa's Church: Serian
- St. Jude's Church: Bunan Gega
- Church of Our Lady, Queen of Peace: Sri Aman

## Storia
La prefettura apostolica di Sarawak fu eretta il 5 febbraio 1927 con il breve Quae rei sacrae di papa Pio XI, ricavandone il territorio dalla prefettura apostolica di Labuan e del Borneo settentrionale (oggi arcidiocesi di Kota Kinabalu), che contestualmente assunse il nome di prefettura apostolica del Borneo settentrionale.
Il 14 febbraio 1952, in virtù della bolla Aequum sane di papa Pio XII, la prefettura apostolica fu elevata a vicariato apostolico, assumendo il nome di vicariato apostolico di Kuching. Contestualmente ampliò il proprio territorio estendendosi al Brunei, già appartenuto alla prefettura apostolica del Borneo settentrionale.
Il 19 dicembre 1959 cedette una porzione del suo territorio a vantaggio dell'erezione del vicariato apostolico di Miri (oggi diocesi).
Il 31 maggio 1976 il vicariato apostolico è stato elevato al rango di arcidiocesi metropolitana con la bolla Quoniam Deo favente di papa Paolo VI.
Il 22 dicembre 1986 ha ceduto un'altra porzione del suo territorio a vantaggio dell'erezione della diocesi di Sibu.

## Cronotassi dei vescovi
Si omettono i periodi di sede vacante non superiori ai 2 anni o non storicamente accertati.
- Edmondo Dunn, M.H.M. † (5 febbraio 1927 - 31 dicembre 1933 deceduto)
- Luigi Hopfgartner, M.H.M. † (8 novembre 1935 - 15 maggio 1949 deceduto)
- Jan Vos, M.H.M. † (18 novembre 1949 - 9 febbraio 1968 dimesso)
- Karl Reiterer, M.H.M. † (9 febbraio 1968 succeduto - 30 dicembre 1974 deceduto)
- Peter Chung Hoan Ting (30 gennaio 1975 - 21 giugno 2003 ritirato)
- John Ha Tiong Hock (21 giugno 2003 - 4 marzo 2017 dimesso)
- Simon Poh Hoon Seng, dal 4 marzo 2017

## Statistiche
L'arcidiocesi nel 2023 su una popolazione di 1.349.930 persone contava 217.590 battezzati, corrispondenti al 16,1% del totale.
| anno | popolazione | popolazione | popolazione | presbiteri | presbiteri | presbiteri | presbiteri                | diaconi | religiosi | religiosi | parrocchie |
| anno | battezzati  | totale      | %           | numero     | secolari   | regolari   | battezzati per presbitero | diaconi | uomini    | donne     | parrocchie |
| ---- | ----------- | ----------- | ----------- | ---------- | ---------- | ---------- | ------------------------- | ------- | --------- | --------- | ---------- |
| 1950 | 12.230      | 546.000     | 2,2         | 29         | 1          | 28         | 421                       |         |           | 54        | 11         |
| 1969 | 52.700      | 754.598     | 7,0         | 73         | 40         | 33         | 721                       |         | 52        | 103       | 16         |
| 1980 | 91.960      | 966.000     | 9,5         | 34         | 10         | 24         | 2.704                     |         | 32        | 83        |            |
| 1990 | 82.620      | 735.000     | 11,2        | 17         | 12         | 5          | 4.860                     |         | 9         | 63        | 9          |
| 1999 | 118.300     | 760.000     | 15,6        | 18         | 17         | 1          | 6.572                     |         | 3         | 65        | 9          |
| 2000 | 123.740     | 850.000     | 14,6        | 19         | 17         | 2          | 6.512                     |         | 4         | 68        | 9          |
| 2001 | 129.300     | 937.600     | 13,8        | 19         | 16         | 3          | 6.805                     |         | 5         | 65        | 9          |
| 2002 | 133.129     | 1.000.000   | 13,3        | 18         | 15         | 3          | 7.396                     |         | 5         | 64        | 9          |
| 2003 | 138.510     | 939.550     | 14,7        | 21         | 16         | 5          | 6.595                     |         | 7         | 67        | 10         |
| 2004 | 140.307     | 939.550     | 14,9        | 24         | 18         | 6          | 5.846                     |         | 10        | 63        | 10         |
| 2013 | 188.725     | 1.199.000   | 15,7        | 33         | 23         | 10         | 5.718                     |         | 16        | 70        | 12         |
| 2016 | 201.719     | 1.231.000   | 16,4        | 39         | 27         | 12         | 5.172                     |         | 16        | 72        | 12         |
| 2019 | 212.134     | 1.188.000   | 17,9        | 34         | 20         | 14         | 6.239                     |         | 18        | 63        | 12         |
| 2021 | 220.218     | 1.298.440   | 17,0        | 35         | 22         | 13         | 6.291                     |         | 15        | 63        | 12         |
| 2023 | 217.590     | 1.349.930   | 16,1        | 41         | 26         | 15         | 5.307                     |         | 17        | 60        | 12         |

## Galleria d'immagini

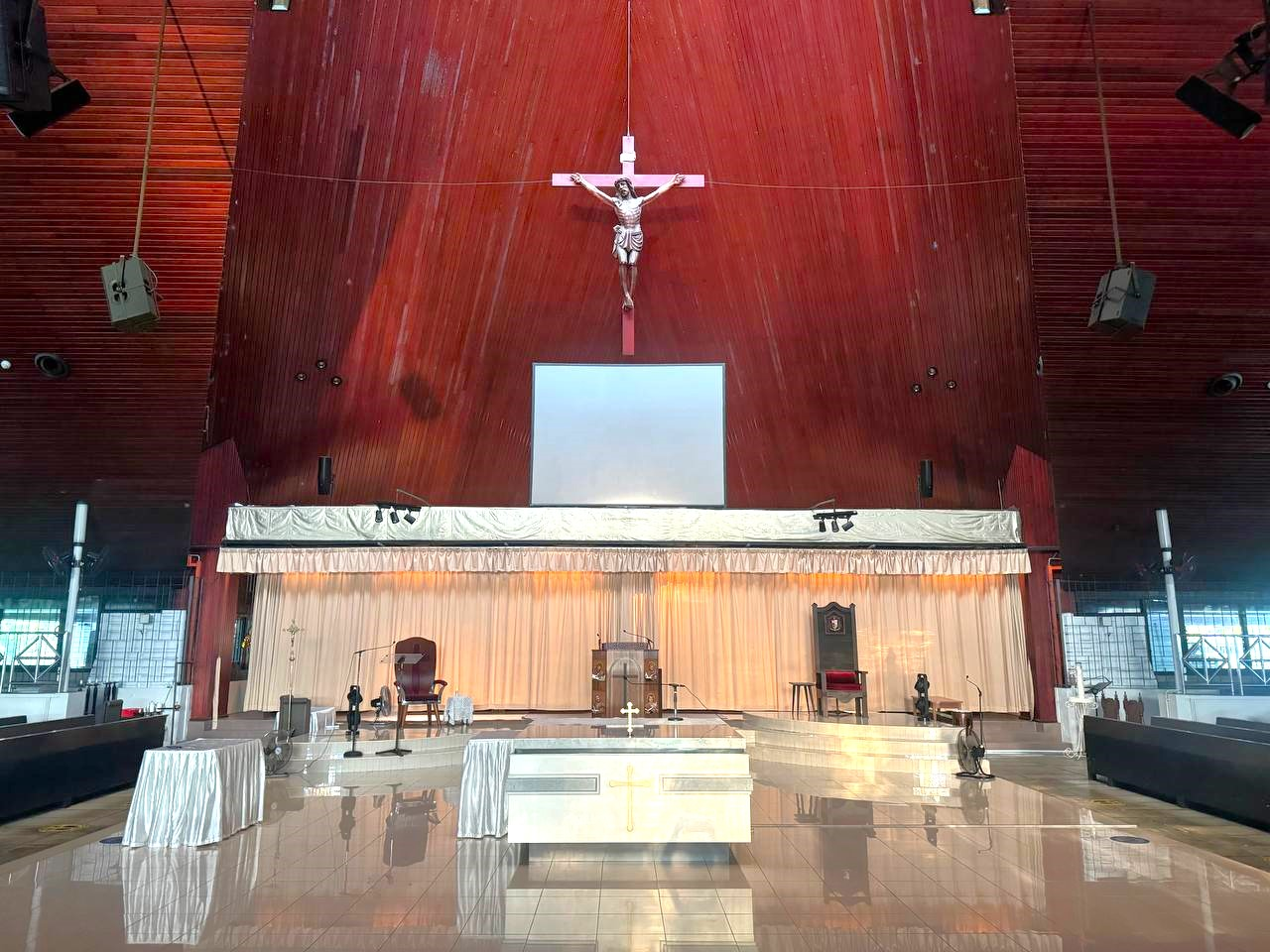
Altare della cattedrale di Kuching
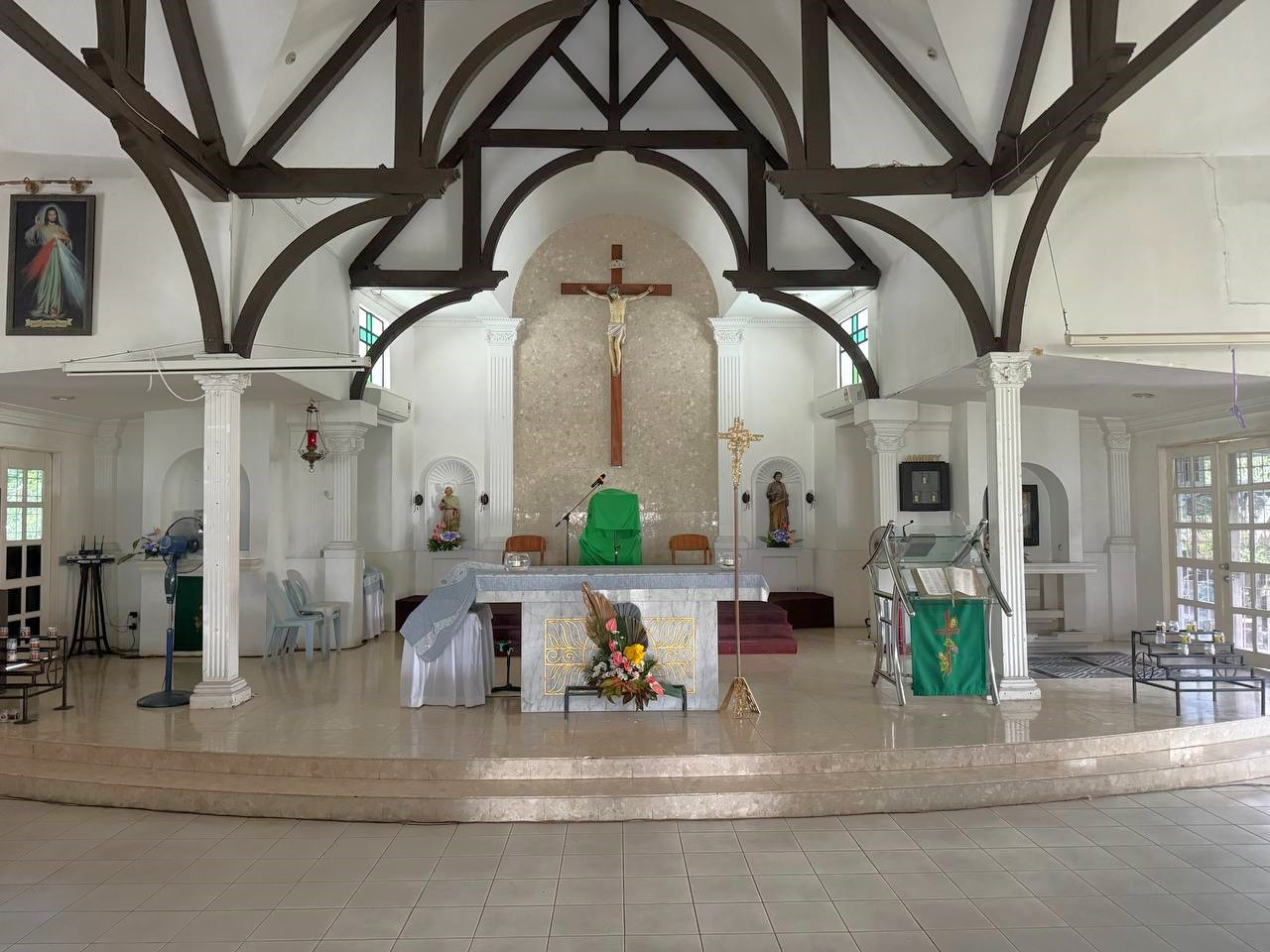
Altare della vecchia chiesa di San Pietro a Padungan
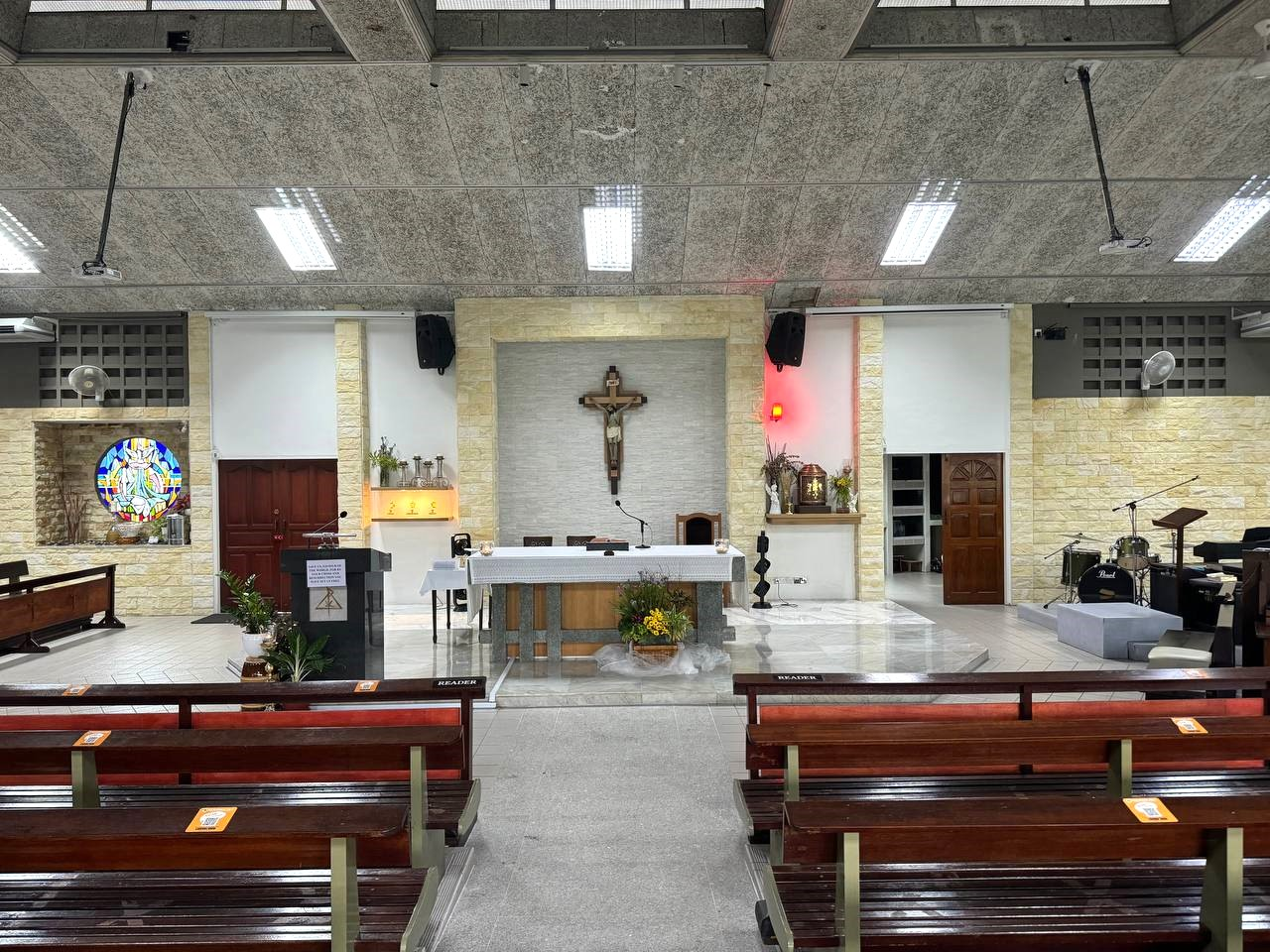
Altare della chiesa della Santissima Trinità a Kenyalang Park
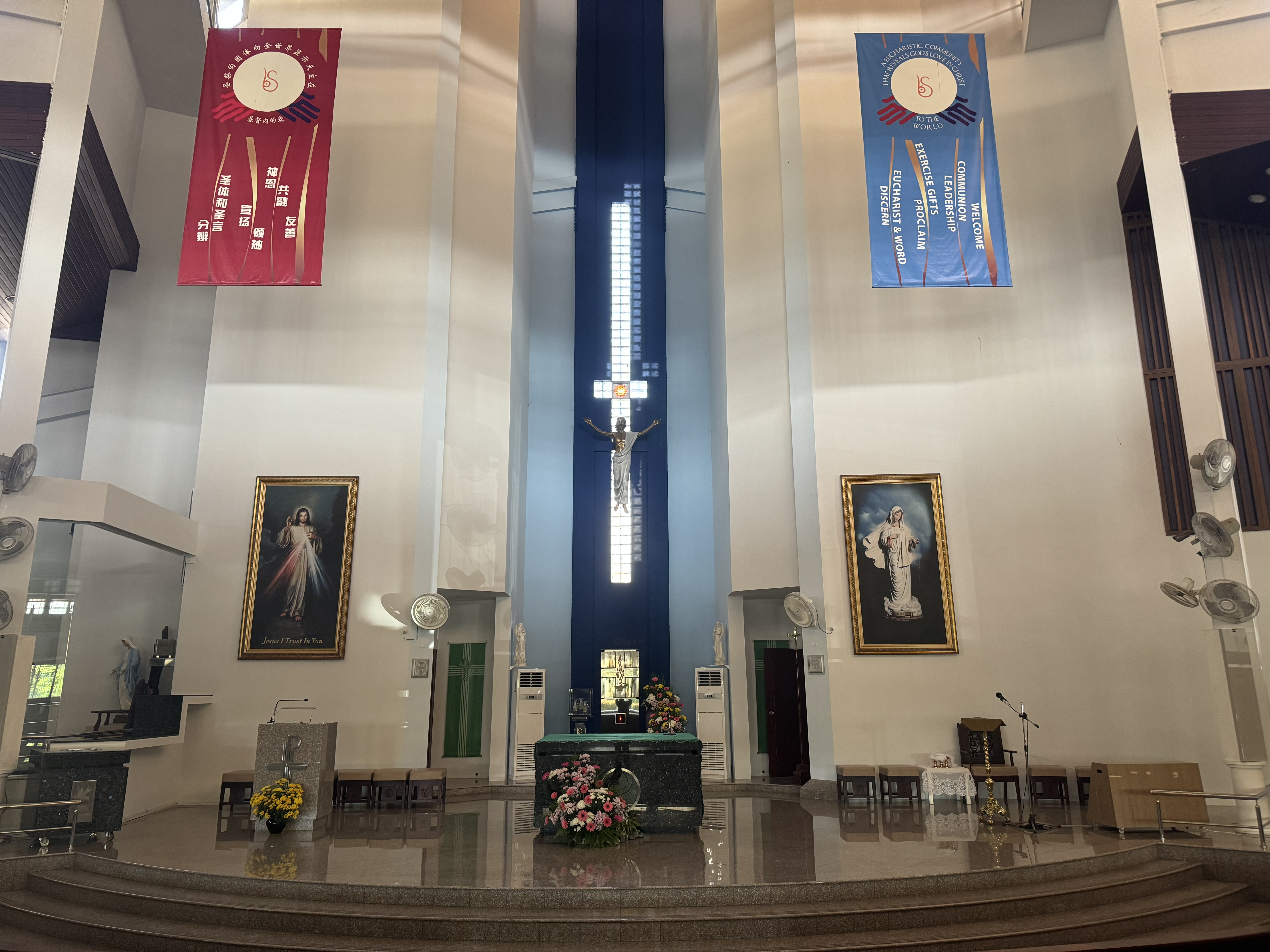
Altare della chiesa del Santissimo Sacramento a Kuching
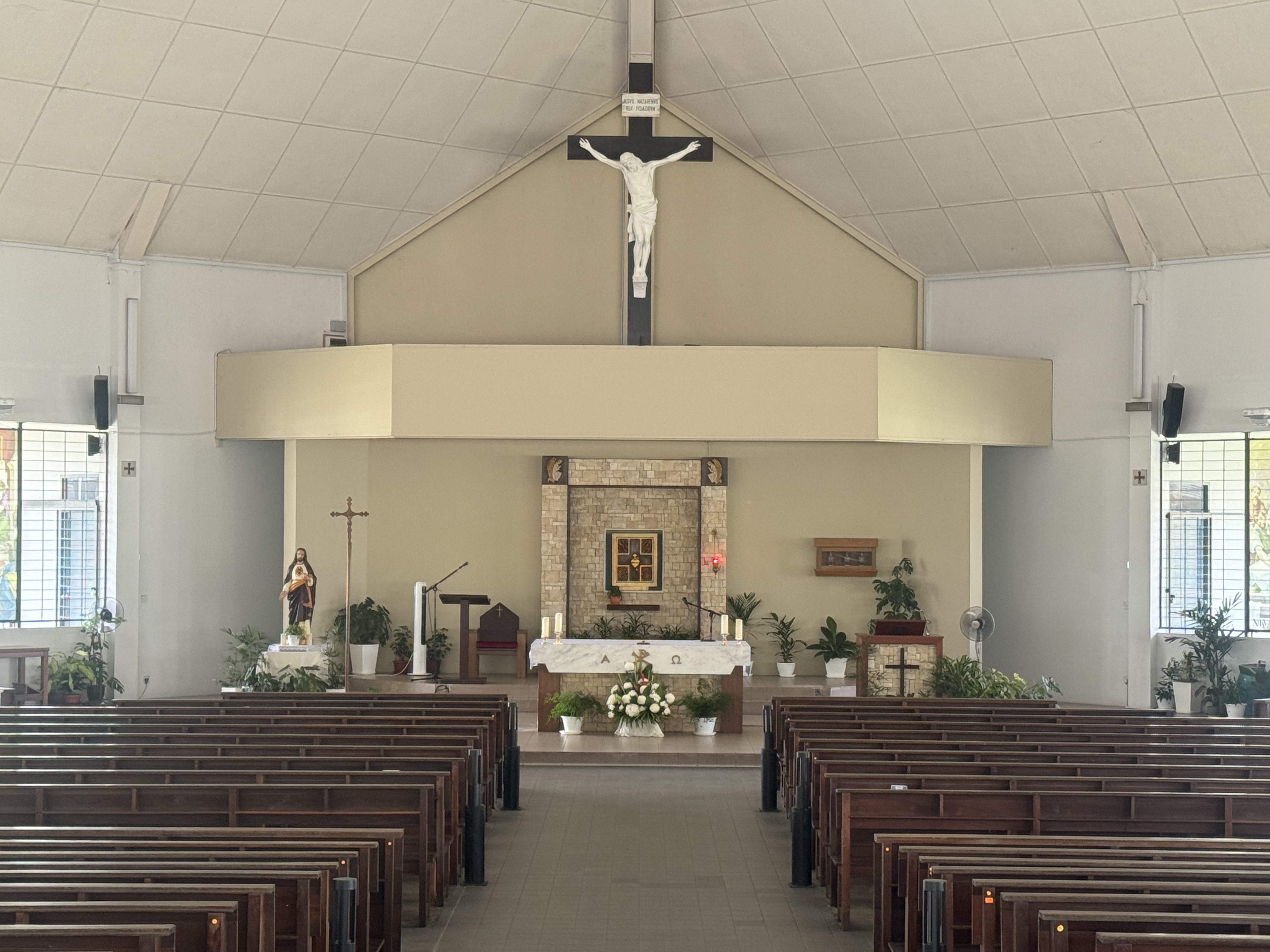
Altare della chiesa del Sacro Cuore a Kota Sentosa
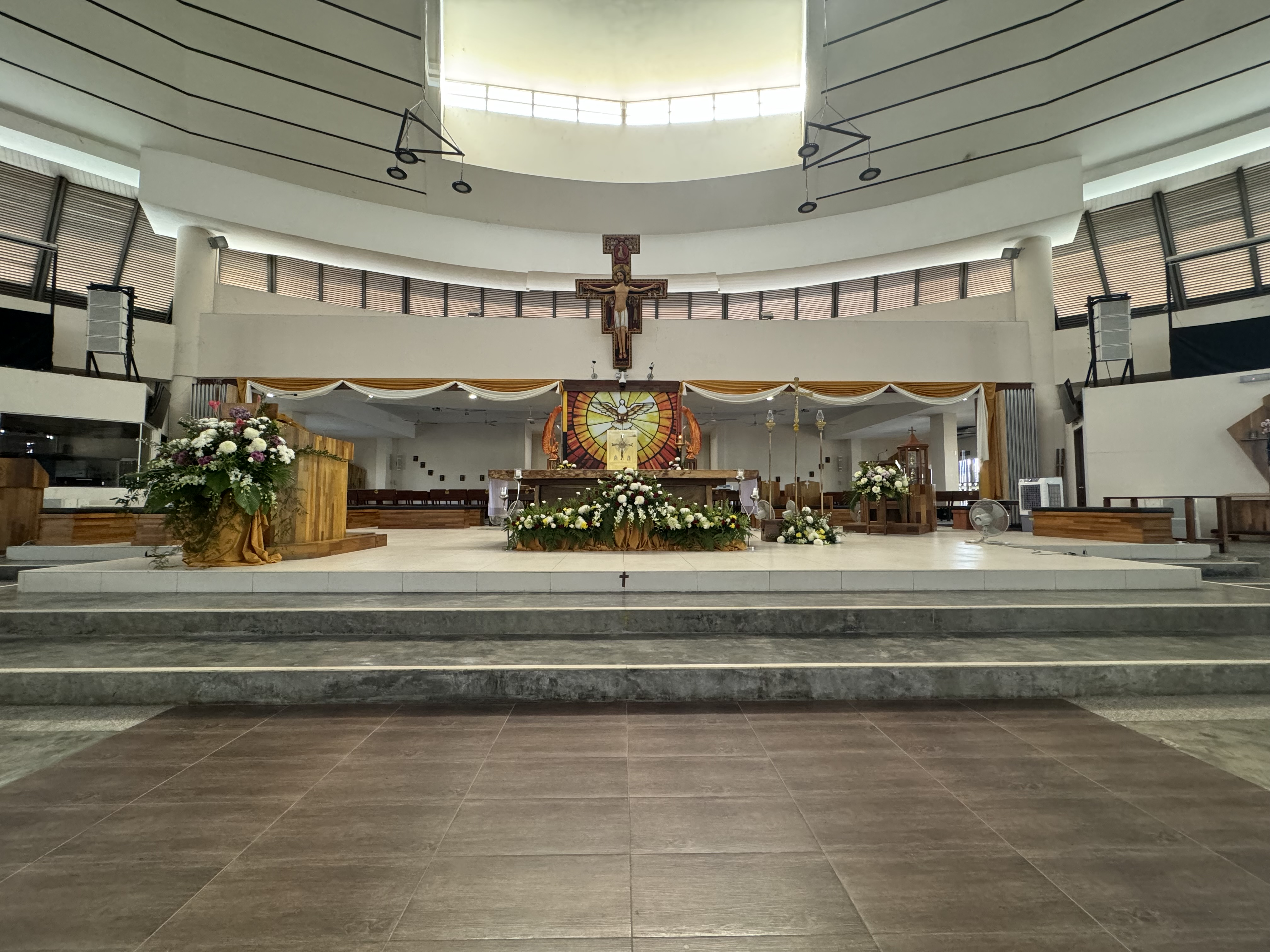
Altare della chiesa di Sant'Anna a Kota Padawan